# Orazio Francesco Piazza
Orazio Francesco Piazza (ur. 4 października 1953 w Solopaca) – włoski duchowny katolicki, biskup Sessa Aurunca w latach 2013-2022, biskup Viterbo od 2022.

## Życiorys
Święcenia kapłańskie otrzymał 25 czerwca 1978 i został inkardynowany do diecezji Telese o Cerreto Sannita. Był m.in. rektorem diecezjalnego sanktuarium w Solopaca, wikariuszem biskupim oraz założycielem i dyrektorem centrum studiów społecznych.
25 czerwca 2013 papież Franciszek mianował go ordynariuszem diecezji Sessa Aurunca. Skary biskupiej udzielił mu 21 września 2013 arcybiskup metropolita Neapolu - kardynał Crescenzio Sepe.
7 października 2022 tenże papież przeniósł go na urząd biskupa diecezjalnego Viterbo.